# Ludwig Thiersch

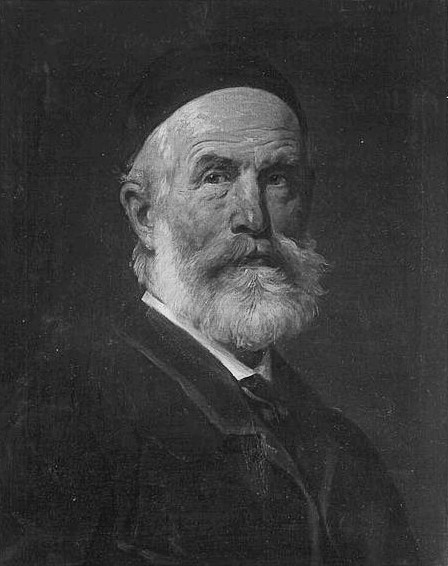
Selbstbildnis (1888)

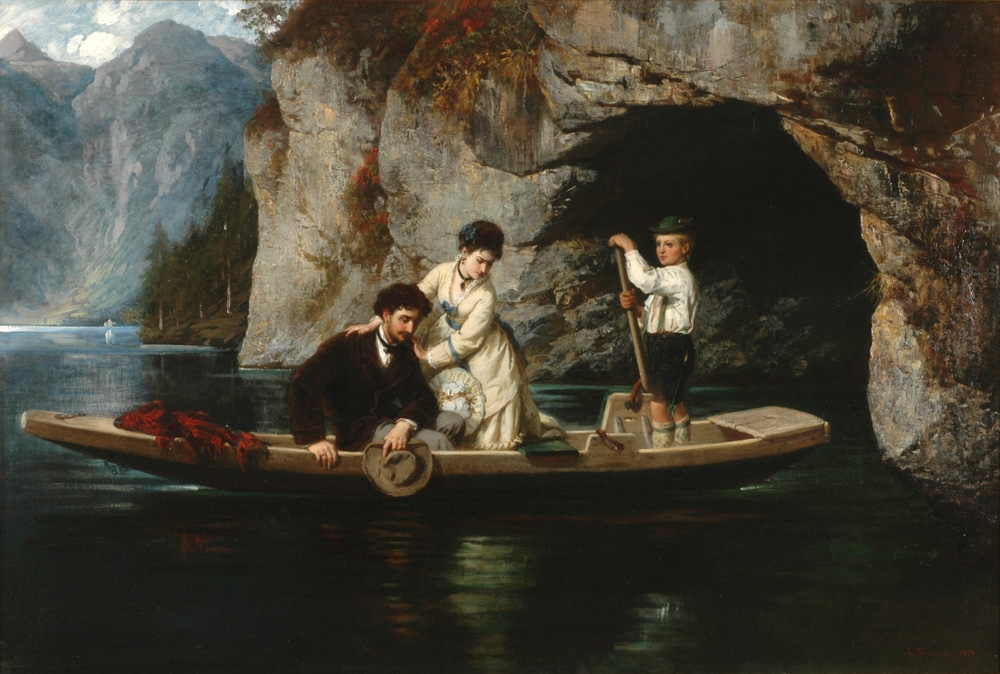
Unergründlich, 1874

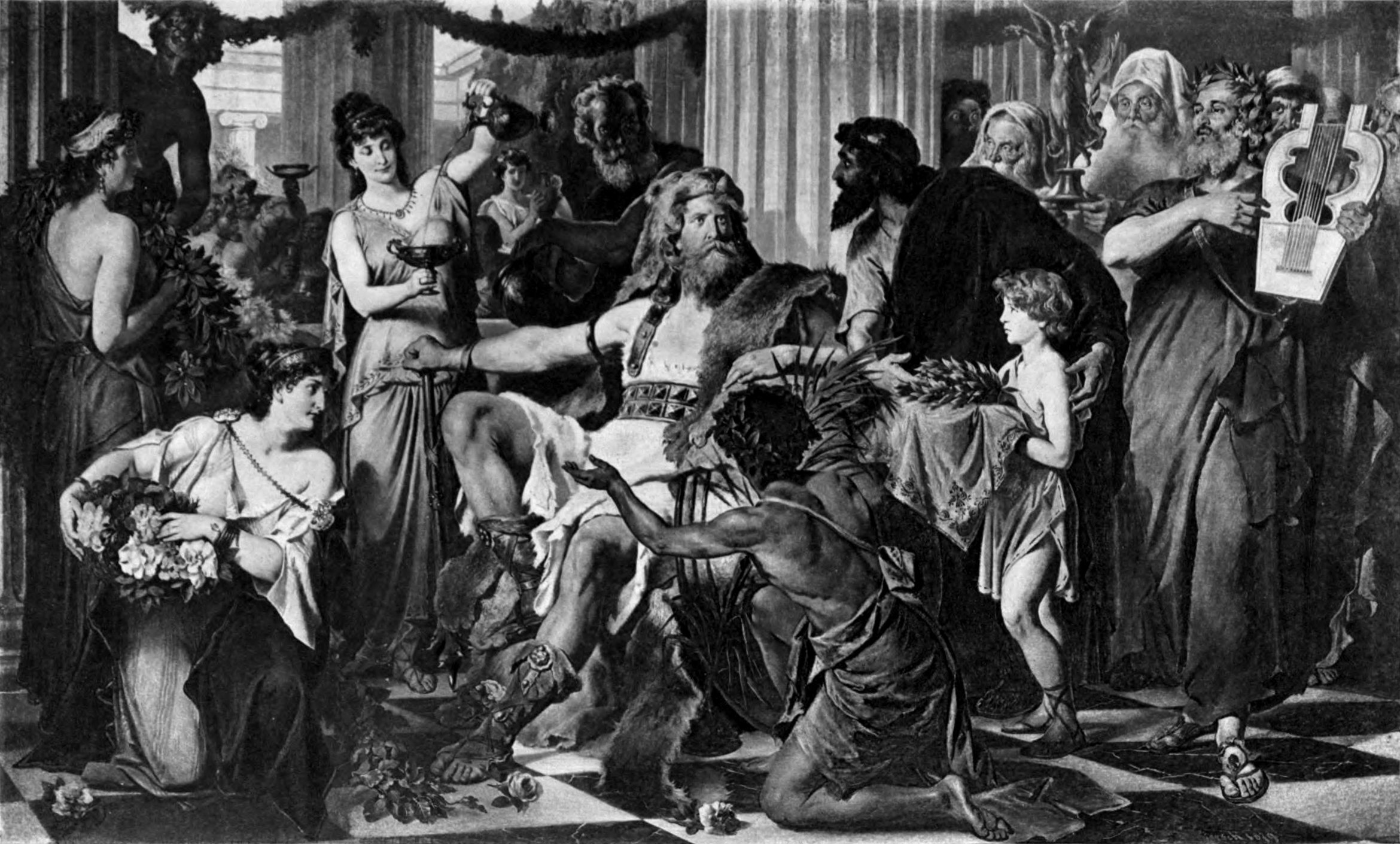
Alarich I., 1894

Ludwig Thiersch  (* 12. April 1825 in München; † 10. Mai 1909 ebenda) war ein deutscher Maler.

## Leben
Ludwig Thiersch ist der Sohn des Philologen Friedrich Thiersch und Amalie Thiersch geborene Löffler (* 16. Juni 1794 in Gotha; † 23. März 1878 in München). Er ist Bruder des Theologen Heinrich Wilhelm Josias Thiersch (1817–1885) und Bruder des Chirurgen Carl Thiersch (1822–1885).
Ludwig Thiersch besuchte nach dem Gymnasialabschluss 1841 am (heutigen) Wilhelmsgymnasium München die dortige Akademie, um sich unter Ludwig Schwanthaler der Bildhauerkunst zu widmen, ging aber nach einigen Jahren zur Malerei über, worin er Schüler von Heinrich Maria von Hess, Julius Schnorr von Carolsfeld und insbesondere von Karl Schorn wurde. Nachdem er eine Sakuntala (1848) und eine Kamisardenszene gemalt hatte, begab er sich 1849 nach Rom, wo er sich drei Jahre aufhielt und Szenen aus dem italienischen Volksleben sowie einen Hiob unter seinen Freunden malte. In der Ewigen Stadt wandte er seine Aufmerksamkeit insbesondere den älteren Meistern, namentlich auch den Mosaiken in den Kirchen Roms zu.
Im Herbst 1852 reiste Thiersch mit seinem Vater nach Athen, wo er drei Jahre als Lehrer an der Kunstgewerbeschule wirkte und die dortige byzantinische Kirche des heiligen Nikodemus mit Fresken schmückte. 1855 kehrte er in die Heimat zurück. Im folgenden Jahr wurde er nach Wien berufen, wo er in der Griechenkirche zur Heiligen Dreifaltigkeit ebenfalls Fresken ausführte. Nachdem er für den Baron Sina die in Rom entworfenen Kartons Charon als Seelenführer, Bakchos’ Einzug in den Hain von Kolonos und Thetis’ Klage um Achilleus ausgeführt hatte, folgte er 1860 einem Ruf nach Sankt Petersburg, wo er zahlreiche Bilder in den Kapellen der Paläste der Großfürsten Nikolaus und Michael und in der protestantischen Katharinenkirche malte. Nach seiner Rückkehr nach München 1864 entstanden für die Stiftskirche in Kempten die Auferweckung der Tochter des Jaïrus und Christus in Gethsemane, 1866 die Predigt des Paulus auf dem Areopag und in den folgenden Jahren Christus am Teich Bethesda, eine Ceres, die ihre Tochter sucht, ein Christus in der Wüste, Alarich in Athen als Sieger gefeiert und eine Kreuztragung Christi.
1880 erhielt Thiersch den Auftrag, für die neue griechische Kirche in London mehrere Gemälde zu malen, darunter das Ölbild Christus als Kinderfreund. Hierauf folgten die Ölgemälde Sieg Christi über die Nacht der Finsternis, Eurydike durch Hermes dem Orpheus entrissen (1884), Christus auf dem Leidensweg (1886) und andere Bilder mythologischen Inhalts. 1891 erhielt er den Auftrag, für die neu erbaute griechische Kirche in Paris die Ikonostasbilder zu malen. 1893 malte er einen segnenden Christus für die protestantische Kirche in Reichenhall, 1894 eine Himmelfahrt Christi für die Kapelle des syrischen Waisenhauses in Jerusalem und 1895 Christus im Gebet zu Gethsemane für die protestantische Markuskirche in München. Außerdem wurde er durch verschiedene Genrebilder aus dem bayrischen Gebirge auch weiteren Kreisen bekannt und war als Porträtmaler sehr tätig.

## Grabstätte

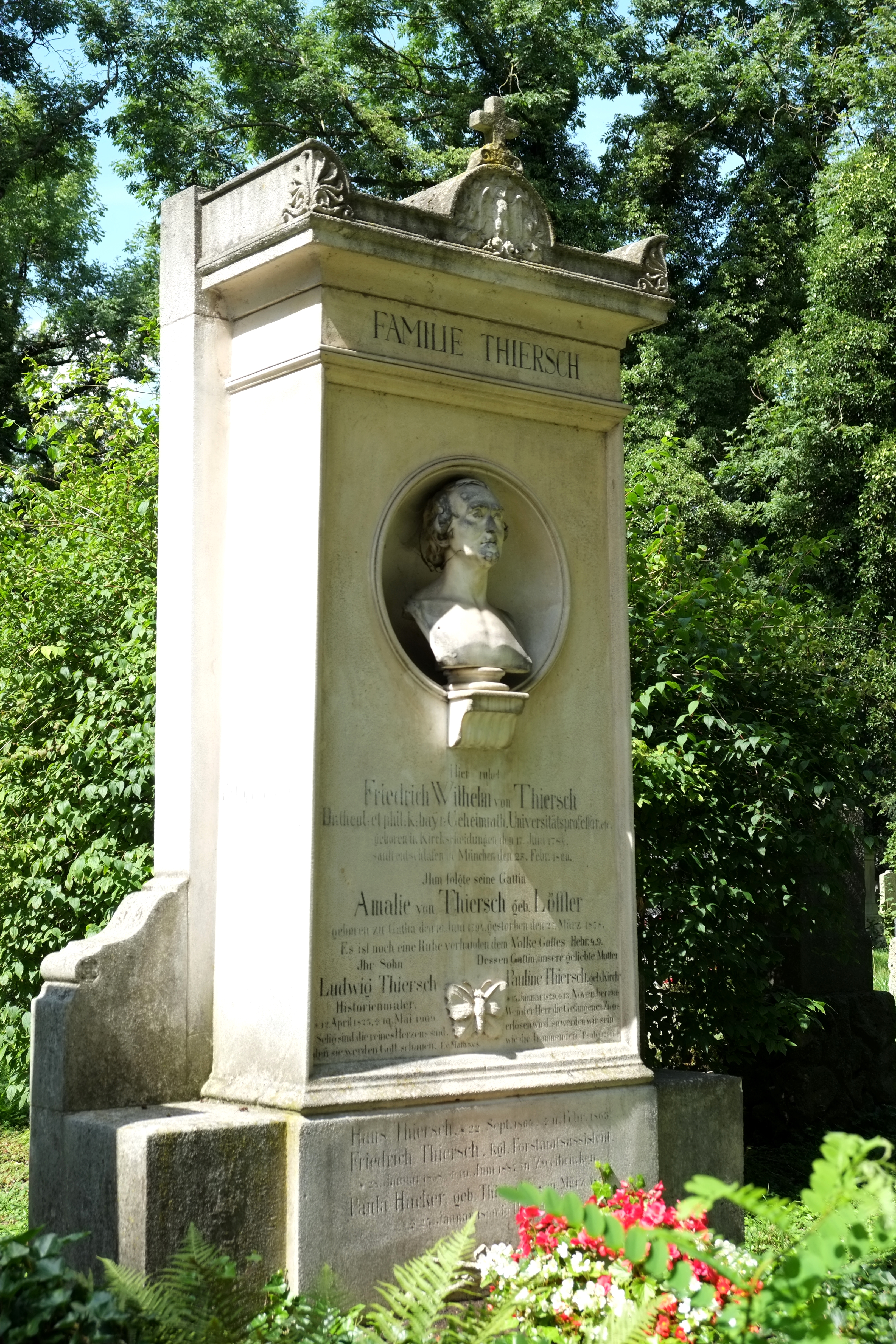
Grab von Ludwig Thiersch auf dem Alten Südlichen Friedhof in München

Die Grabstätte von Ludwig Thiersch befindet sich auf dem Alten Südlichen Friedhof in München (Gräberfeld 41 – Reihe 1 – Platz 16) Standort. In dem Grab sind auch Thierschs Vater Friedrich Thiersch und seine Mutter Amalie bestattet.

## Galerie
Eine Auswahl von Bildern:

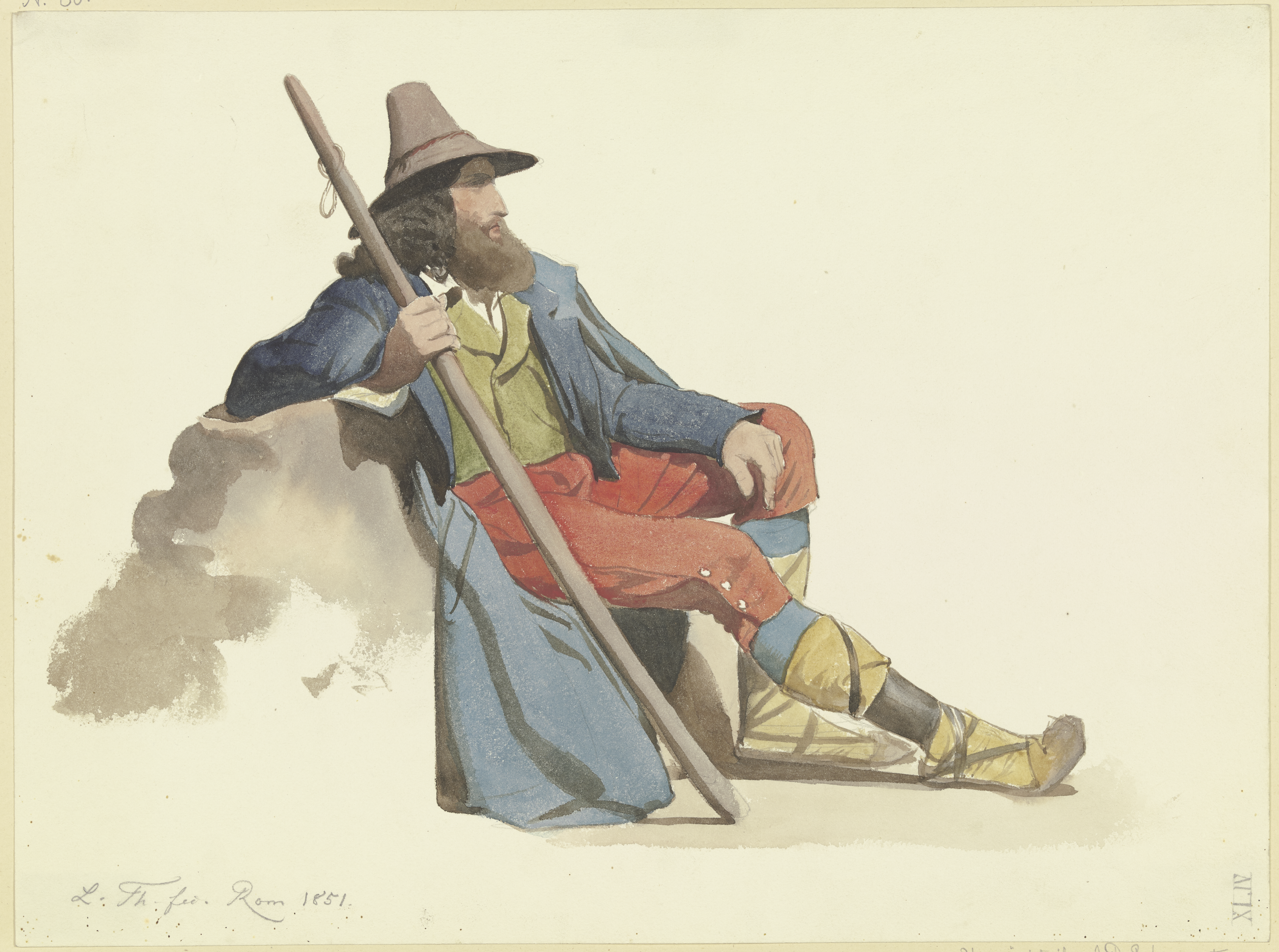
Ruhender Hirte der römischen Campagna, 1851
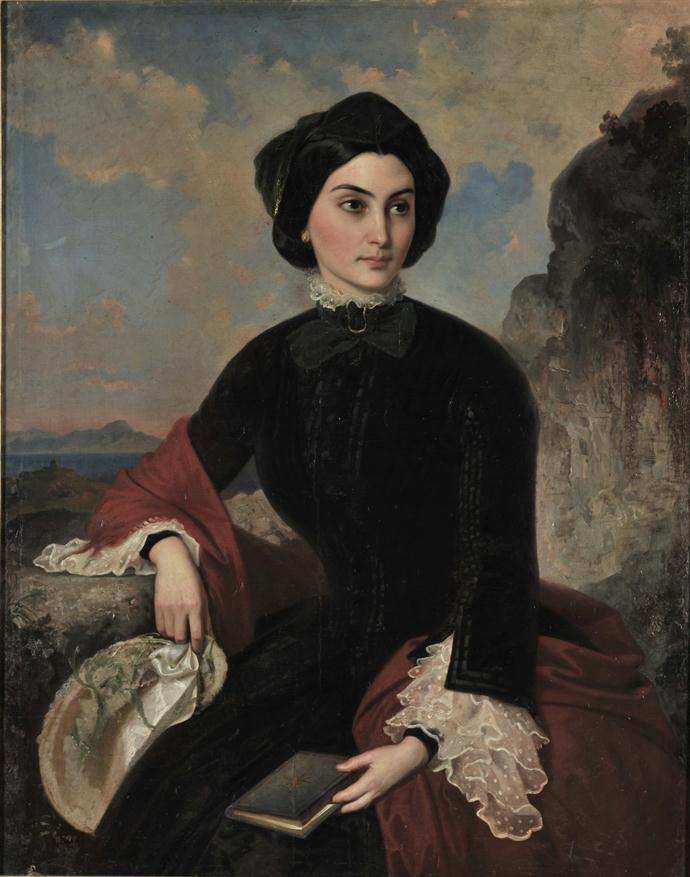
Cleoniki Gennadiou, circa 1856–1859
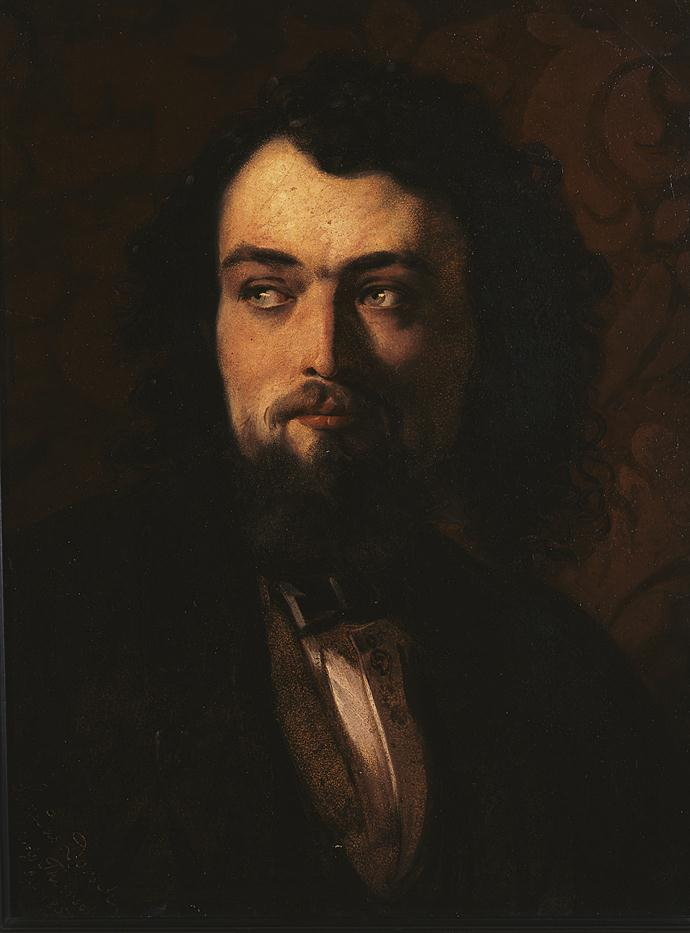
Der griechische Bildhauer Leonidas Drosis, 1858
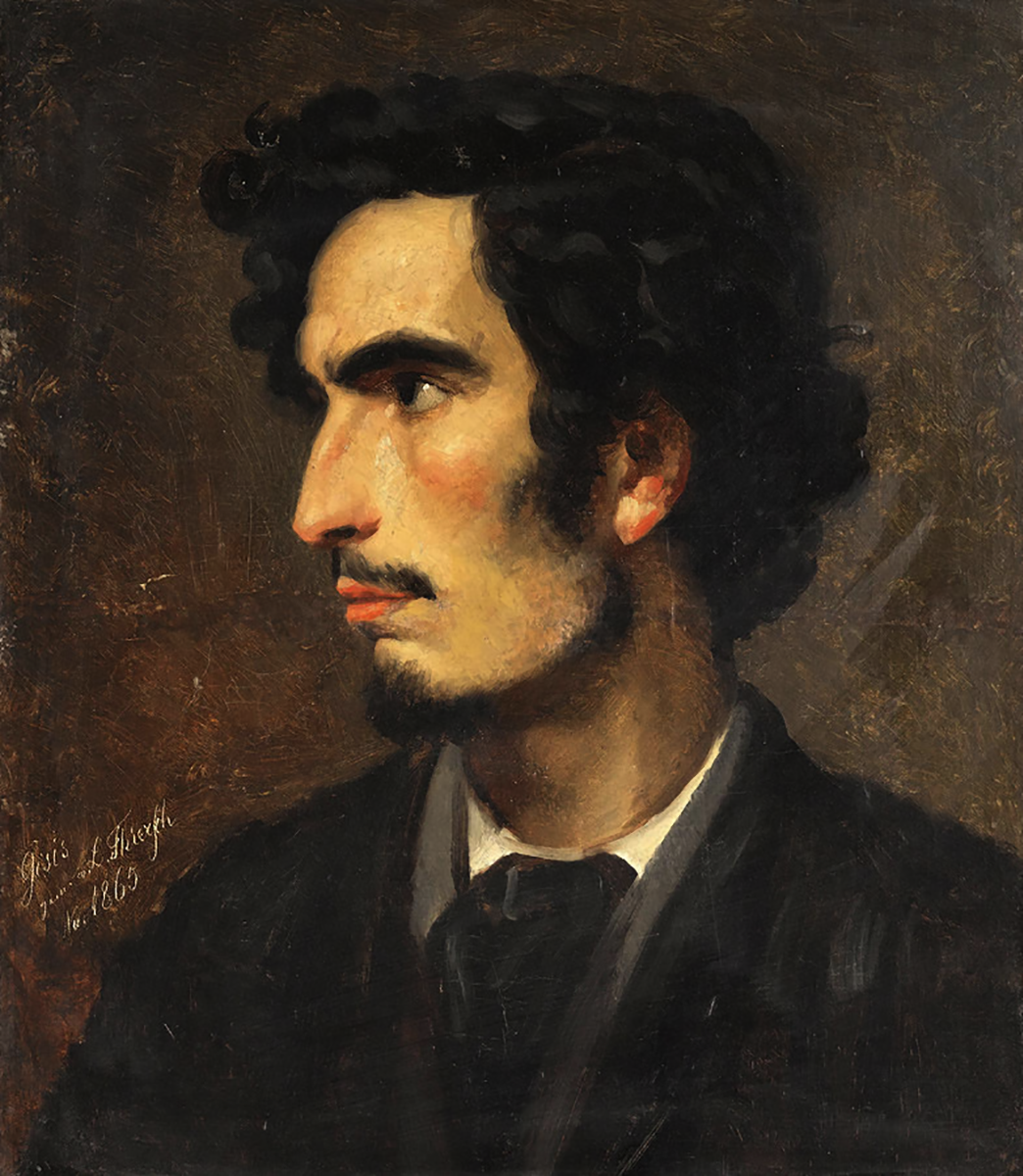
Porträt von Nikolaos Gyzis
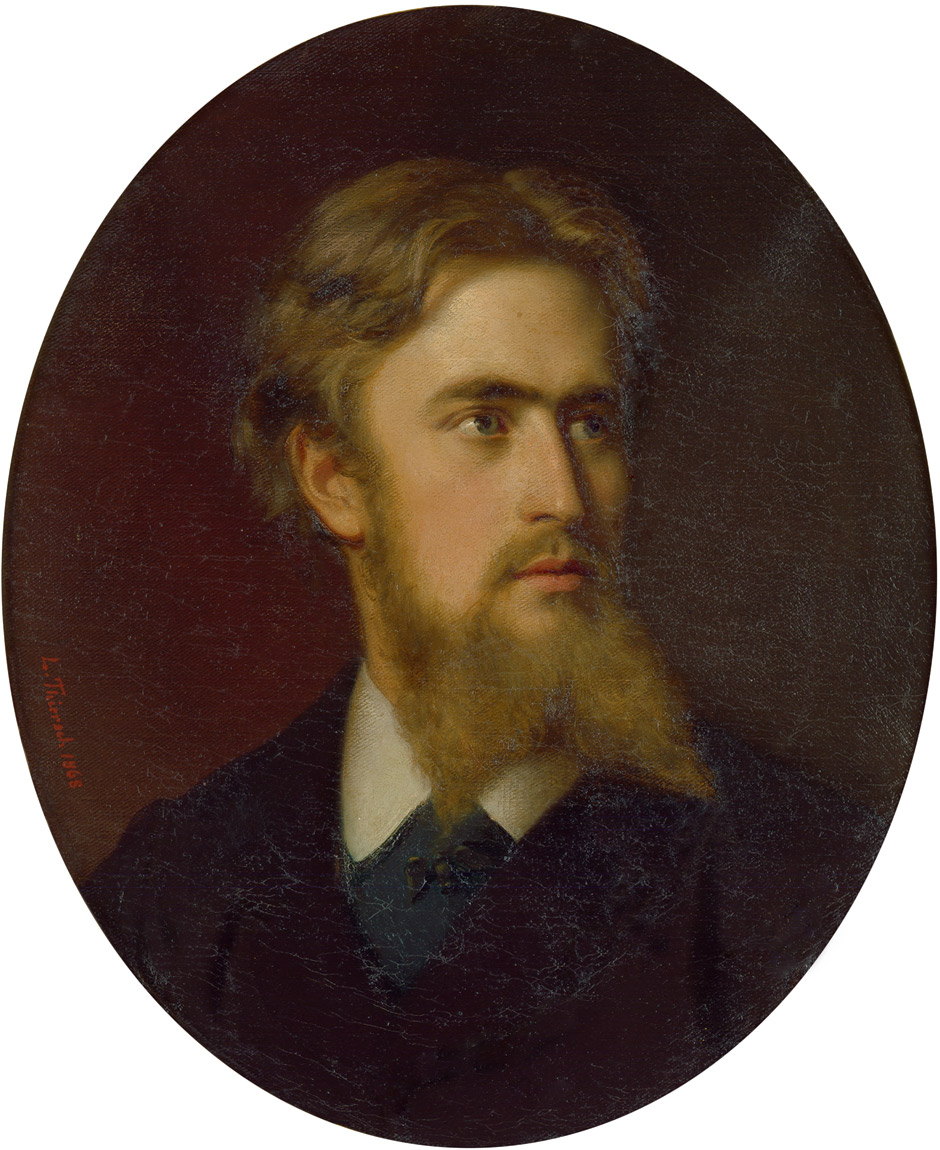
Bildnis des Dichters Karl Stieler, 1868
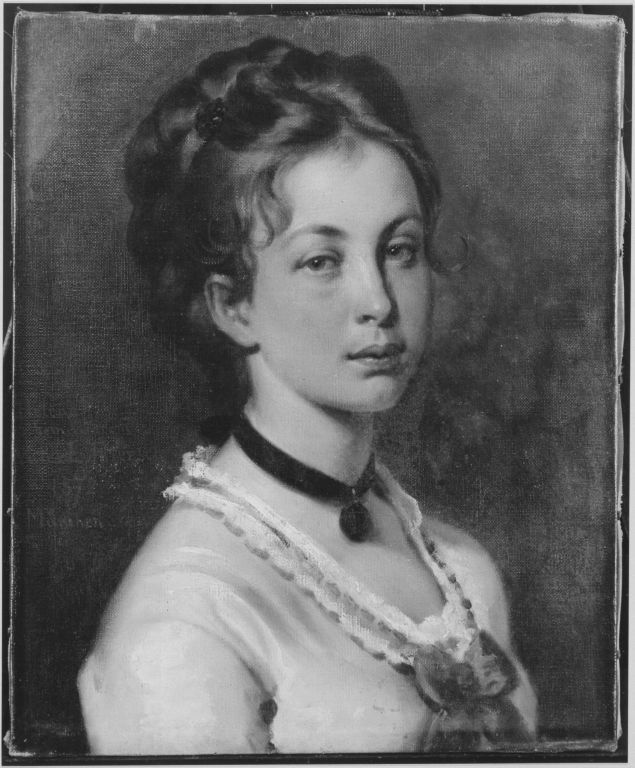
Die Tochter von Ludwig Thiersch: Helene Thiersch
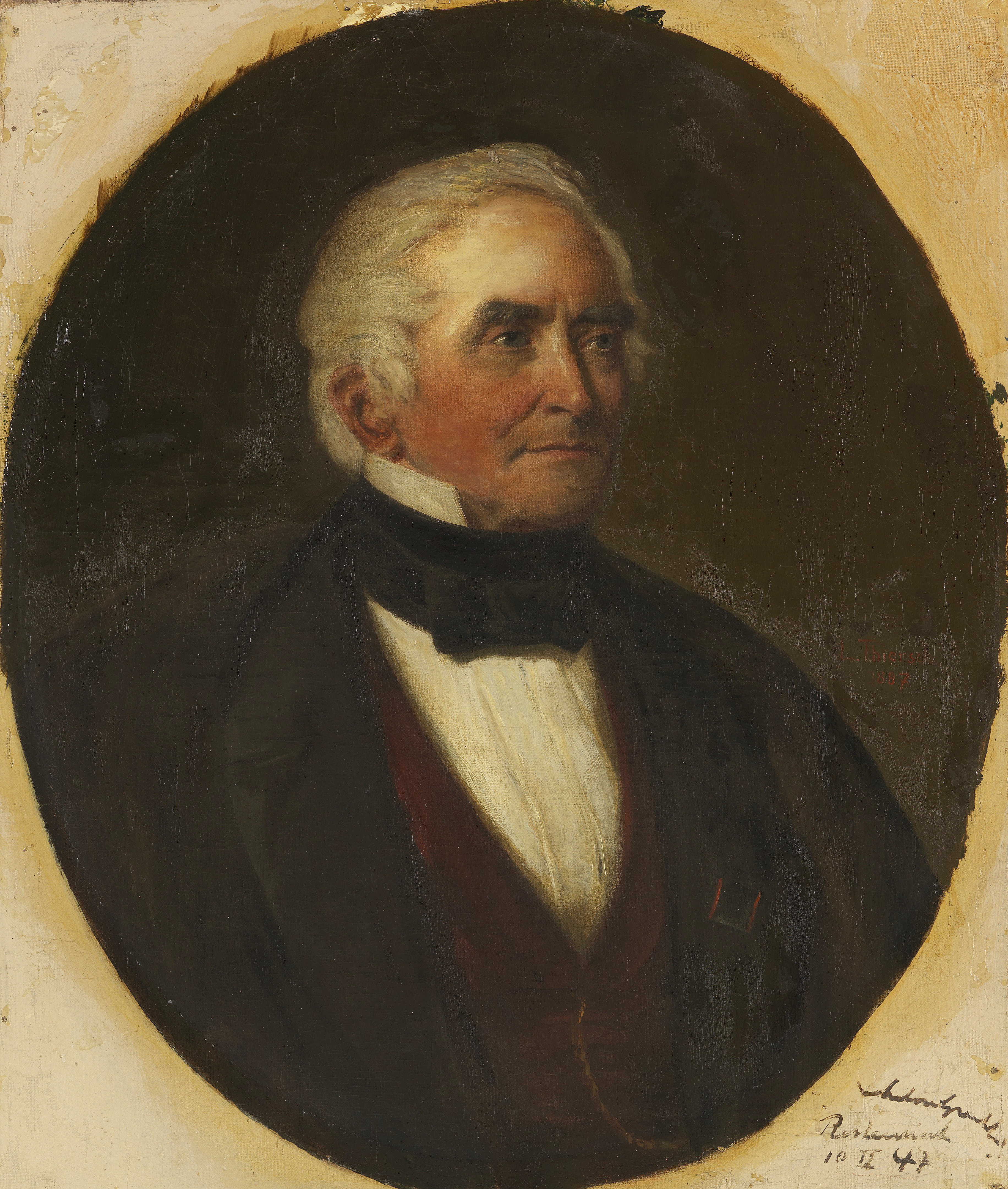
Porträt des Vaters von Ludwig Thiersch: Friedrich Wilhelm von Thiersch, 1887
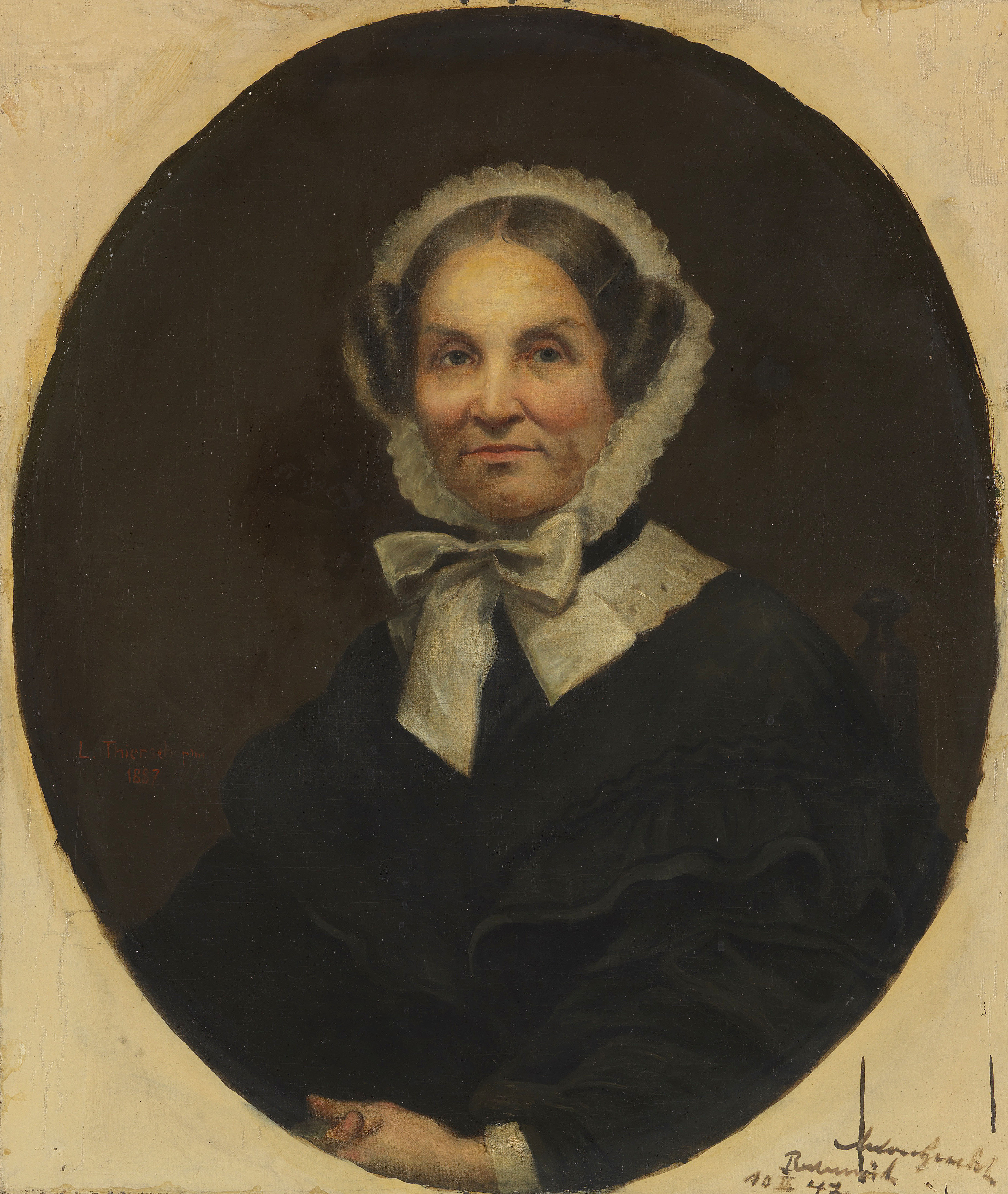
Porträt der Mutter von Ludwig Thiersch: Amalie Thiersch, 1847
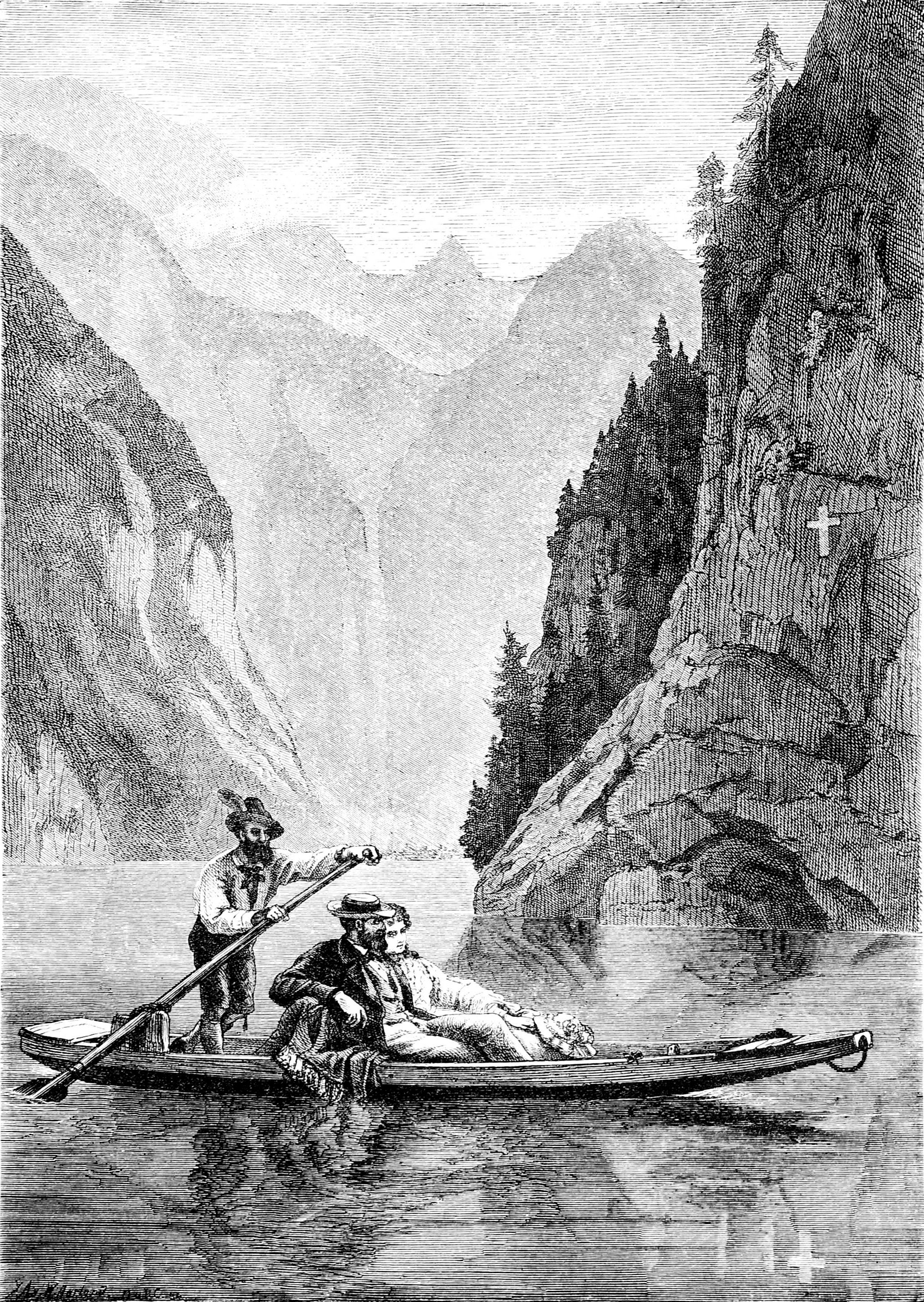
Brautfahrt auf dem Königssee, Gartenlaube, 1876
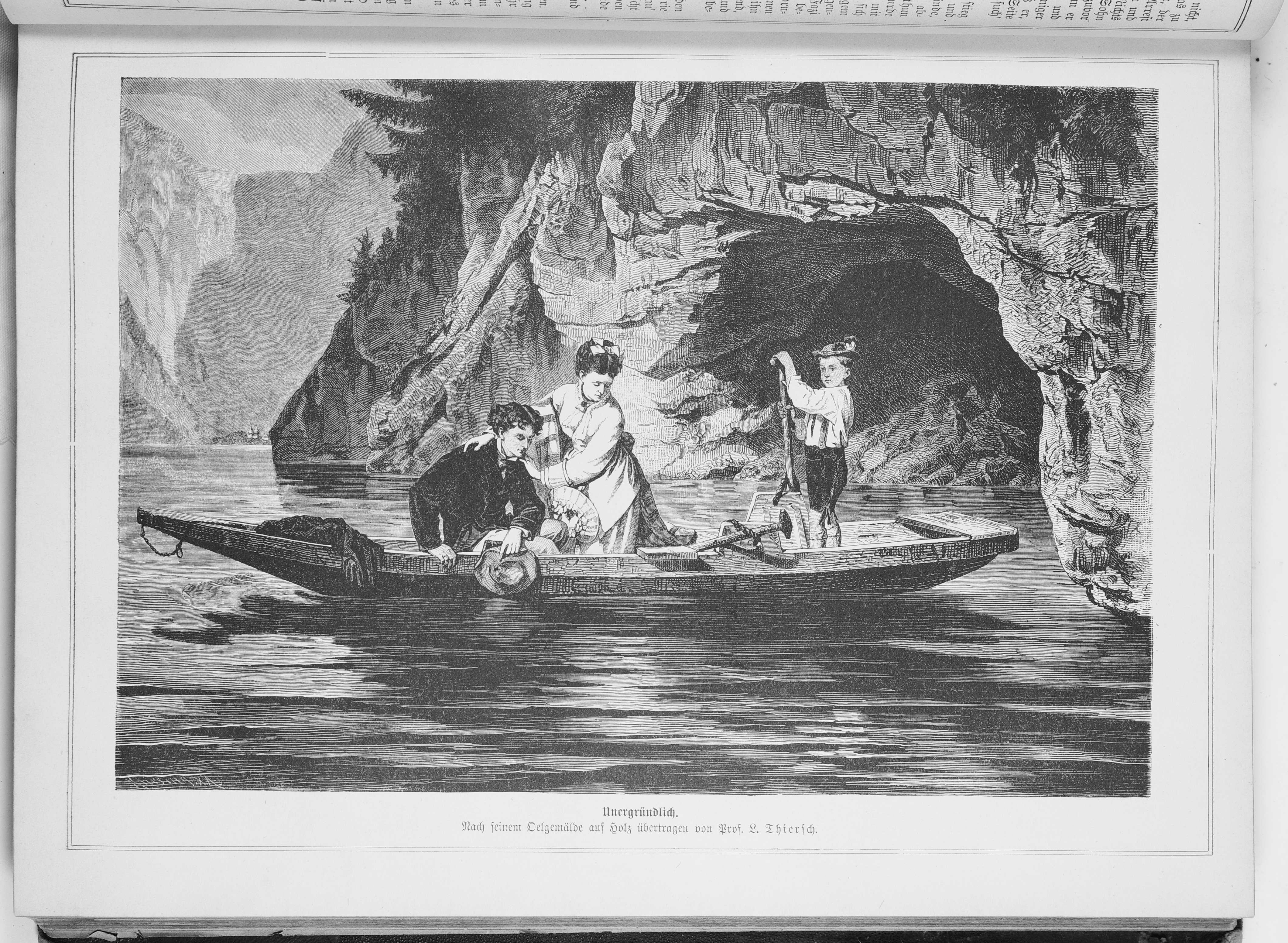
Unergründlich, nach seinem Ölgemälde übertragen von Ludwig Thiersch auf Holz für „Die Gartenlaube“, 1877
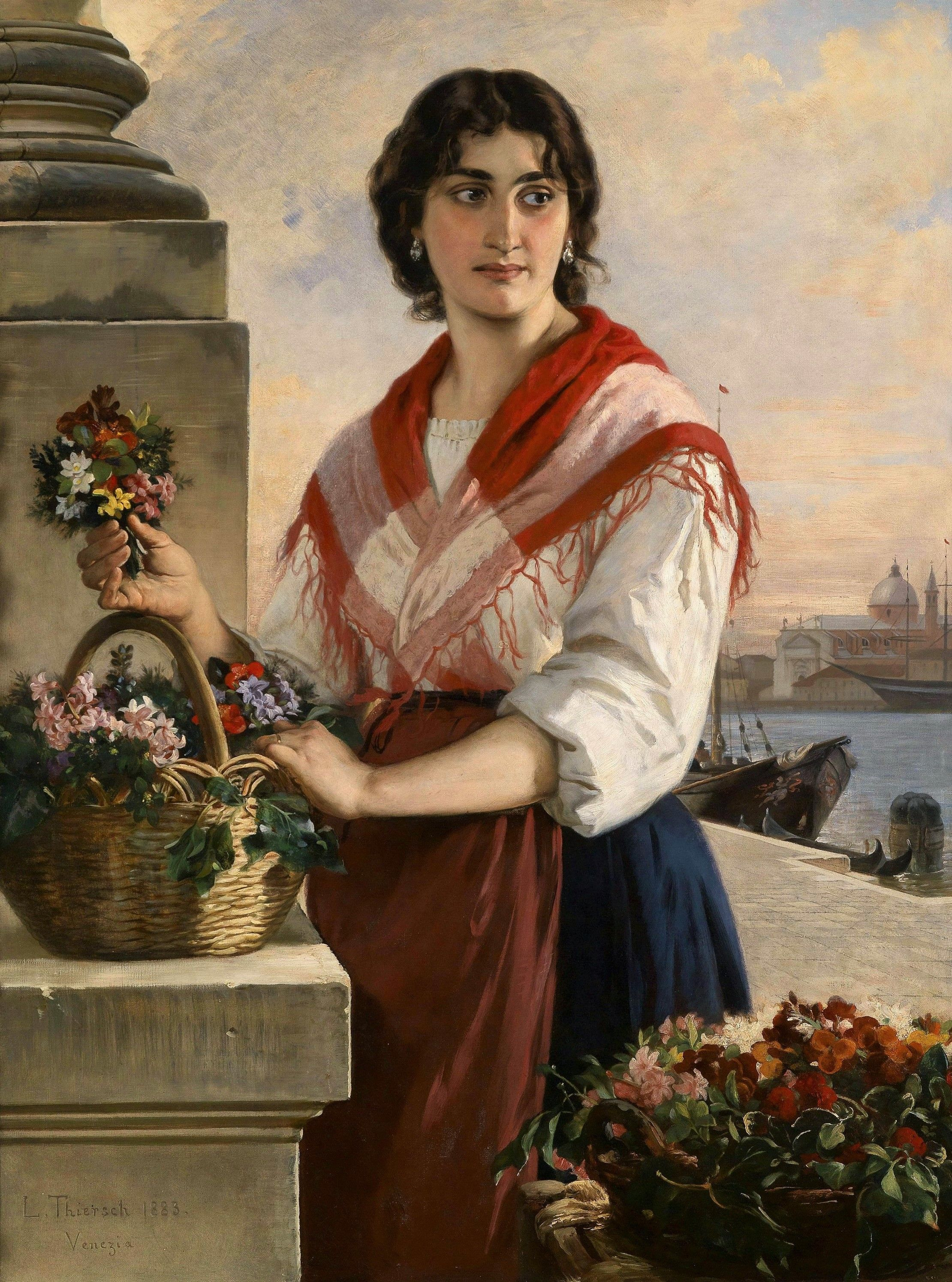
Venetianische Blumenverkäuferin, 1883
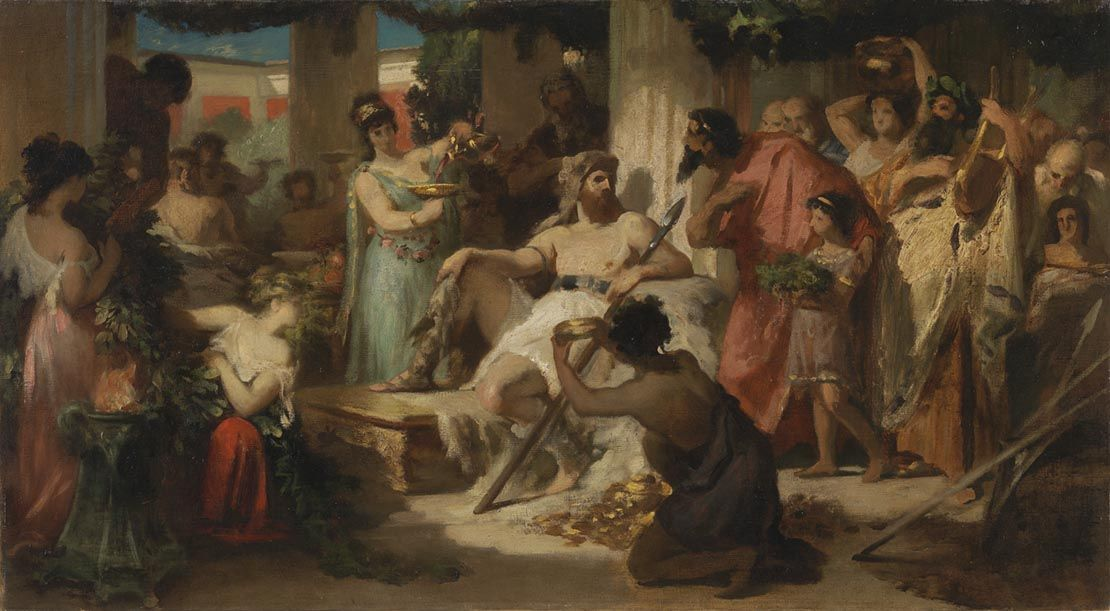
Alarich in Athen